# Brožova skála
Brožova skála je přírodní památka severoseverovýchodně od obce Sklené u Žďáru nad Sázavou v okrese Žďár nad Sázavou v kraji Vysočina. Chráněné území je v péči AOPK ČR – regionální pracoviště Správa Chráněné krajinné oblasti Žďárské vrchy. Předmětem ochrany je geomorfologicky význačný skalní tvar typu mrazového srubu.

## Geologie
Jedná se o mrazový srub o rozměrech 100 × 30 metrů v leukokratních dvojslídných migmatitech, který je rozčleněný do tří stejně vysokých, ve svahu o délce 200m vypreparovaných skalních bloků s výškou dvacet metrů. Na úpatí mrazového srubu je suťová halda a třicet metrů široká kryoplanační terasa, přecházející v padesát metrů dlouhý balvanový proud.

## Dostupnost
Brožova skála je dostupná z modře značené turistické cesty ("Cesta partyzánské brigády M. J. Husa"), spojující obce Cikháj a Tři Studně.